# 大フーガ (ベートーヴェン)
『大フーガ』（だいフーガ、独：Große Fuge）変ロ長調 作品133は、ルートヴィヒ・ヴァン・ベートーヴェンが作曲した弦楽四重奏曲である。

## 概説
本作はベートーヴェンが完全に聴覚を失った1825年から1826年にかけて作曲された。元来、この巨大なフーガは、弦楽四重奏曲第13番の終楽章として作曲されたものである。第13番の初演時に2つの楽章がアンコールに応じて演奏されたが、終楽章のフーガは演奏されなかった。ベートーヴェンは納得できず「どうしてフーガじゃないんだ？」と噛み付き、聞くに堪えない悪口を並べたという。しかし、このフーガが当時の演奏家にとって技術的水準が高く、聴衆にも理解できず不人気であったため、ベートーヴェンは出版者に依頼され新たな終楽章を作曲し、このフーガを単品として独立させた。ベートーヴェンは強情な人柄、また聴衆の意見や嗜好に無関心なことで知られていたが、このときは出版者の要望に応えた。なおフーガと差し替えるために書き下ろされた終楽章は、フーガよりも軽い性格の曲調になっている。
19世紀から長い間、『大フーガ』への理解は進まず、失敗作と見なす向きもあった。ルイ・シュポーアは、ベートーヴェンの他の後期作品と併せて「わけのわからない、取り返しのつかない恐怖」と怯え、ダニエル・グレゴリー・メイソンは「人好きのしない」曲であるとした。『アルゲマイネ・ムジカリッシェ・ツァイトゥング（一般音楽新聞）』の評者は同曲を「中国語のように不可解である」と評した。しかし20世紀初頭ごろからようやく理解され始め、現在ではベートーヴェンの偉大な業績の一つとみなされている。イーゴリ・ストラヴィンスキーは、「絶対的に現代的な楽曲。永久に現代的な楽曲」と述べている。今日では普通に演奏・録音されるようになっており、録音では第13番の後に『大フーガ』が併録されていることが多い。
フェリックス・ワインガルトナーは、コントラバスのパートを加えた弦楽合奏用の編曲を残している。またアルフレート・シュニトケは弦楽四重奏曲第3番（1983年）にて、『大フーガ』の主題を重要な動機の一つとして扱っている。

## 楽曲
24小節の序奏 (Overtura:Allegro) に始まり、2つのフーガ主題のうち1つが導かれる。その主題の旋律（B♭-B-A♭-G-B-C-A-B♭）は、弦楽四重奏曲第15番の開始主題と密接な関連がある。やがて激しく不協和な二重フーガ (Allegro) に突入する。第2主題は烈しく跳躍し、4つの楽器は3連符や付点によってぶつかり合い、クロスリズムを形成する。開始のフーガに続いて、それぞれに調性やリズム、速度の異なるいくつかの部分が現われる。それぞれの部分はしばしば出し抜けに、準備もなく打ち切られ、とげとげしく予想もできない基調を作り出す。終結に向かって、長い休符をはさみながら速度を落とし、序奏の再現にたどり着くと、急激な結句となって楽章が結ばれる。演奏時間は16分前後。
ベートーヴェンの他の後期作品のフィナーレ（たとえば交響曲第9番の「歓喜に寄す」）のように、『大フーガ』は、単独の大規模な楽章のうちに、複楽章の要素を含んでいると看做しうる。小さな部分が築き上げられ、第1主題を変形してゆくのである。しかもこのフーガは、ベートーヴェンが晩年に探究した、作曲手順の一例である。変奏曲形式とソナタ形式、そしてフーガが合成されているのである。変ト長調による抒情的な部分 (Meno mosso e moderato) は、独立した緩徐楽章と同じ重みがある。

## 発見された自筆譜
2005年10月13日に報じられたところによると、7月にペンシルベニア州ウィンウッドのパーマー神学校の図書館で、1826年に作成された『大フーガ』の4手ピアノ版（作品134として既存）の自筆譜が発見されたという。それまで115年間にわたって失われたとされた手稿である。これは2005年12月1日にサザビーズで競売にかけられ、112万ポンド（米ドルにして195万ドル）の価格で落札された（購入者の素性は不明）。
この自筆譜の由来は以下のとおりである。1890年に競売目録に載せられ、ベルリンで競り出されて、オハイオ州シンシナティの資産家の手に渡った。落札者の娘は、1952年に本作品とモーツァルトの『幻想曲』などの自筆譜を、フィラデルフィアの教会に寄贈した。それから発見場所の図書館にどのように伝承されたのかは、わかっていない。
なお、4手ピアノ版の自筆譜および出版譜は外部リンクで見ることができる。